# 預流相応
「預流相応」（よるそうおう、巴: Sotāpatti-saṃyutta, ソーターパッティ・サンユッタ）とは、パーリ仏典経蔵相応部に収録されている第55相応。

## 構成
7品から成る。
- 1. Veḷudvāra-vaggo --- 全10経
- 2. Rājakārāma-vaggo --- 全10経
- 3. Saraṇāni-vaggo --- 全10経
- 4. Puññābhisanda-vaggo --- 全10経
- 5. Sagāthaka-puññābhisanda-vaggo --- 全10経
- 6. Sappañña-vaggo --- 全11経
- 7. Mahā-pañña-vaggo --- 全13経

## 日本語訳
- 『南伝大蔵経・経蔵・相応部経典6』（第16巻下） 大蔵出版
- 『原始仏典II 相応部経典6』 中村元監修 春秋社